# Districte de Höxter
El Districte de Höxter (districte de Kreis Höxter) és un Kreis (distrcite) a Alemanya a la regió de Detmold (Ostwestfalen-Lippe) ubicat en la zona més oriental de Nordrhein-Westfalen. La capital del districte és Höxter.

## Geografia

### Districtes veïns
El Kreis Höxter limita al nord amb el districte de Lippe, a l'est amb els districtes de Baixa Saxònia anomenat Holzminden i Northeim, al sud-est i al sud amb els districtes de Hessen anomenats Kassel i Waldeck-Frankenberg, al sud-oest limita amb el Hochsauerlandkreis i a l'oest amb el districte de Paderborn.

### Composició del Districte
1. Bad Driburg (19.519)
2. Beverungen (14.976)
3. Borgentreich (9.636)
4. Brakel (17.652)
5. Höxter (32.662)
6. Marienmünster (5.494)
7. Nieheim (7.026)
8. Steinheim (13.760)
9. Warburg (24.339)
10. Willebadessen (8.848)

Font: Landesamt für Datenverarbeitung und Statistik NRW (31. Dic. 2005)